# Арбузовка (Ульяновская область)
Арбузовка — село в составе Цильнинского городского поселения Цильнинского района Ульяновской области. 

## География
Находится в восточной части района на левом берегу реки Свияга  на расстоянии примерно 5 километров на юго-восток по прямой от центра поселения поселка Цильна. 

## История
Основано после 1648 года симбирскими дворянами Петром Семеновичем Арбузовым и Устином Васильевичем Мошинским.  
По преданию, еще в XVII веке здесь была построена церковь во имя св. Николая Чудоворца. В 1745 году Федором Федоровичем Скрипицыным была построена церковь во имя Рождества Христова; в 1870 году она, по ветхости, была уничтожена и на другом месте построена новая, на средства общества. В 1880 году была открыта школа. 
В 1913 году в селе было 189 дворов и 1123 жителя, преимущественно русских, деревянная церковь и школа.  
В 1990-е годы работало сельхозпредприятие ЗАО «Арбузовское». 

## Население
Население составляло 536 человека в 2002 году (русские 75%), 506 по переписи 2010 года.